# Recessão do início dos anos 1980
A recessão do início da década de 1980 foi uma grave recessão econômica que afetou grande parte do mundo aproximadamente entre o início de 1980 e 1983.
Os efeitos a longo prazo da recessão do início da década de 1980 contribuíram para a crise da dívida latino-americana, para os abrandamentos duradouros nos países das Caraíbas e da África Subsariana, a crise das poupanças e dos empréstimos nos EUA e para uma adopção geral de políticas econômicas neoliberais em todo o país. década de 1990.
É amplamente considerada a recessão mais grave desde a Segunda Guerra Mundial.

## Contexto
Um evento chave que levou à recessão foi a crise energética de 1979, causada principalmente pela Revolução Iraniana, que causou uma interrupção no fornecimento global de petróleo, que viu os preços do petróleo subirem acentuadamente em 1979 e no início de 1980. A forte subida dos preços do petróleo empurrou as já elevadas taxas de inflação em vários dos principais países avançados para novos máximos de dois dígitos, com países como Estados Unidos, Canadá,Alemanha Ocidental, Itália, Reino Unido e o Japão a apertarem as suas políticas monetárias, aumentando as taxas de juros para controlar a inflação. Cada um destes países tiveram recessões de "double-dip", envolvendo pequenos declínios na produção econômica em partes de 1980, seguidos por um curto período de expansão, por sua vez, seguido por um período mais acentuado e mais longo de contração econômica, começando em algum momento em 1981. e terminando no último semestre de 1982 ou no início de 1983. A maioria destes países viveu estagflação, uma situação tanto de elevadas taxas de inflação como de elevadas taxas de desemprego.
Globalmente, embora alguns países tenham registado quebras na produção econômica em 1980 e/ou 1981, o declínio mundial mais amplo e acentuado da atividade econômica e o maior aumento do desemprego ocorreram em 1982, com o Banco Mundial a designar a recessão como a "recessão global de 1982". Mesmo depois de grandes economias, como os Estados Unidos e o Japão, terem saído da recessão relativamente cedo, muitos países entraram em recessão em 1983 e o elevado desemprego continuaria a afectar a maioria dos países da OCDE até pelo menos 1985.

## Impacto por país

### Canadá
A economia canadense experimentou uma fraqueza geral desde o início de 1980 até o final de 1983, com baixas taxas anuais de crescimento real do PIB de 2,1% e 2,6% em 1980 e 1983, respectivamente, e um declínio acentuado de 3,2% no PIB real em 1982. Tal como aconteceu com outros países do G7, o Canadá teve duas contrações econômicas distintas no início da década de 1980. Durante cinco meses entre Fevereiro e Junho de 1980, e uma contração mais profunda de 17 meses tanto no PIB como no emprego entre Julho de 1981 e Outubro de 1982, embora ambas as contrações tenham sido impulsionadas pela tentativa de reduzir a inflação aumentando as taxas de juros. O PIB real canadense diminuiu 5% durante a recessão de 17 meses de 1981-82, com a taxa de desemprego atingindo o pico de 12%.
O Canadá teve inflação, taxas de juros e desemprego mais elevados do que os Estados Unidos durante a recessão do início dos anos 1980. Embora a inflação tenha acelerado na América do Norte no final da década de 1970, foi mais elevada no Canadá devido à decisão dos EUA de mudar para uma taxa de câmbio flutuante, que baixou o valor do dólar canadense para 0,85 dólares em 1979, o que tornou as importações dos EUA mais caras. A taxa de inflação do Canadá foi de 10,2% em 1980 no geral, aumentando para 12,5% em 1981 e 10,8% em 1982, antes de cair para 5,8% em 1983.
Para controlar a sua inflação, os EUA introduziram controles de crédito, produzindo uma queda na procura de habitação e das exportações da indústria automóvel do Canadá no início de 1980, sendo assim 1980 o pior momento da recessão no Canadá. A maioria dos canadenses também foi duramente atingida financeiramente por um aumento constante dos preços do petróleo e do gás durante a década de 1970, especialmente a sua aceleração em 1979, com o preço do petróleo a atingir quase US$ 40 por barril em comparação com os US$ 3 por barril no início da década.
O Banco do Canadá aumentou a sua taxa básica de juros ao longo de 1980 e início de 1981. A taxa de juro do Banco do Canadá atingiu o pico de 21% em agosto de 1981 e manteve-se em níveis elevados até à Primavera de 1982, mas a taxa de inflação ainda atingiu uma média superior a 12% em 1981-82. Empregos também foram perdidos devido à mecanização na indústria e à redução da força de trabalho por parte de muitas empresas canadenses, a fim de permanecerem eficientes e competirem internacionalmente na economia cada vez mais globalizada. Alberta, a localização privilegiada da indústria petrolífera do Canadá na época, experimentou um boom no final da década de 1970, 1980 e início de 1981, com rápido crescimento do emprego, atingindo, em 76%, a maior percentagem de pessoas com idades compreendidas entre os 15 e os 64 anos empregadas de todas as províncias no início de 1981. No início de 1982, no entanto, o boom petrolífero de Alberta terminou devido à expansão excessiva e à profunda recessão global, com Alberta tendo a queda mais acentuada (7,2%) na sua taxa de emprego de todas as províncias em meados de 1983. A indústria de mineração de Yukon também foi particularmente atingida e mais de 70.000 dos 115.000 mineiros em todo o país estavam desempregados no final de 1982.
As taxas médias de desemprego em 1982 e 1983 foram em média de 11,1% e 12%, respectivamente, um aumento acentuado de 7,6% em 1981. Uma desaceleração na produtividade no Canadá também surgiu durante a recessão, à medida que a produção média por trabalhador desacelerou 1%. Os efeitos persistentes da recessão, combinados com a mecanização e o enxugamento das empresas para completar a internacionalização, mantiveram as taxas de desemprego do Canadá acima de 10% até 1986. Apesar disso, a taxa de crescimento do PIB do Canadá esteve entre as mais altas dos países da OCDE entre 1984 e 1986.
O primeiro-ministro liberal Pierre Trudeau, que estava no poder desde o início da recessão no início de 1980, estava muito baixo nas pesquisas de opinião pública e em fevereiro de 1984, decidiu renunciar ao cargo de líder do Partido Liberal. Seu sucessor como primeiro-ministro foi John Turner, que, embora liderasse nas pesquisas de opinião quando convocou eleições para setembro, acabou sendo derrotado de forma retumbante pelos Conservadores Progressistas sob Brian Mulroney.

### Japão
Ao longo da década de 1970, o Japão tinha o terceiro maior produto nacional bruto do mundo - logo atrás dos Estados Unidos e da União Soviética - e ficou em primeiro lugar entre as principais nações industrializadas em 1990 em PIB per capita, com US$ 23.801, um aumento acentuado em relação aos US$ 9.068 em 1980. Após a recessão econômica relativamente moderada em meados da década de 1980, a economia do Japão iniciou um período de expansão em 1986 que continuou até entrar novamente num período de recessão em 1992.

### Reino Unido

#### Impacto econômico

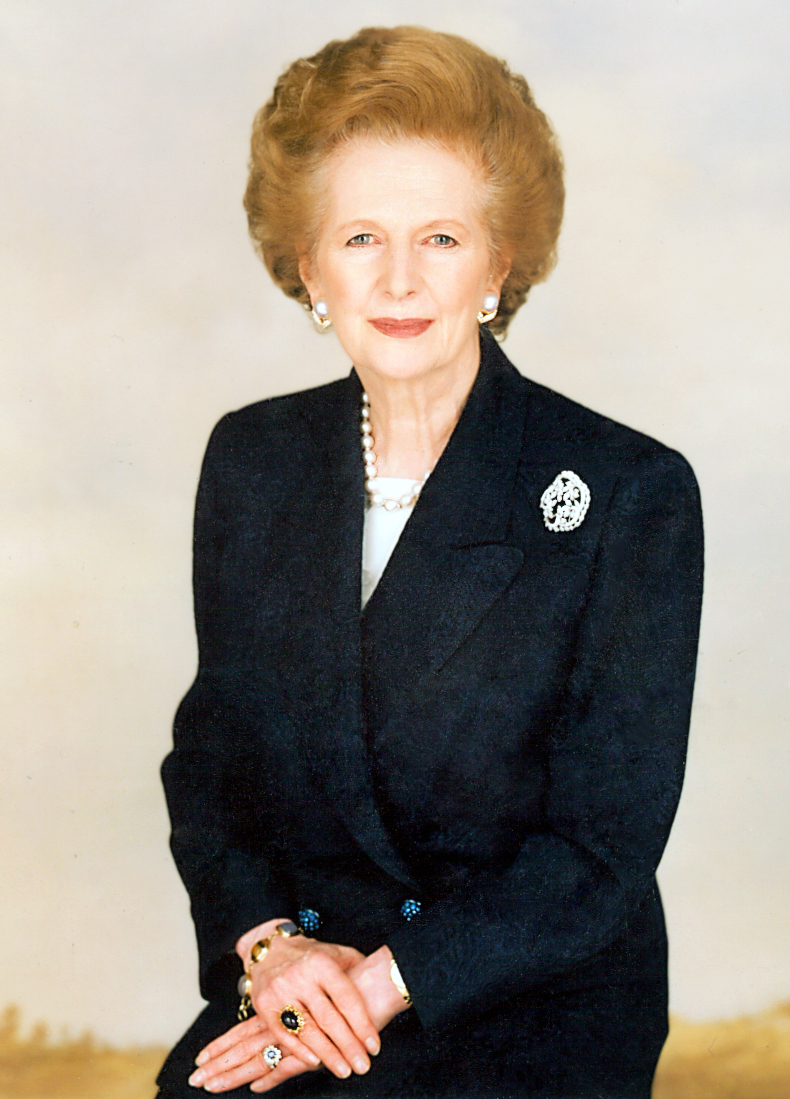
Margareth Thatcher

Tal como aconteceu com a maior parte do resto do mundo desenvolvido, a recessão atingiu o Reino Unido no início da década de 1980. Isso se seguiu a uma série de crises que atormentaram a economia britânica durante a maior parte da década de 1970. Consequentemente, o desemprego aumentou gradualmente desde meados da década de 1960.
Quando o Partido Conservador, liderado por Margaret Thatcher, venceu as eleições gerais de Maio de 1979 e tirou do poder o Partido Trabalhista de James Callaghan. A inflação foi de cerca de 10% e cerca de 1,5 milhões de pessoas estavam desempregadas, em comparação com cerca de 1 milhão em 1974, 580.000 em 1970 e pouco mais de 300.000 em 1964. Thatcher começou a controlar a inflação com políticas monetaristas e a alterar a legislação sindical, numa tentativa de reduzir as greves dos trabalhadores do setor público.
A batalha de Thatcher contra a inflação elevou a taxa de câmbio, resultando no encerramento de muitas fábricas, estaleiros e minas de carvão porque as importações eram mais baratas e a libra forte tornou os produtos britânicos mais caros nos mercados de exportação. A inflação caiu abaixo de 10% na virada de 1982, tendo atingido o pico de 22% em 1980, e na primavera de 1983, caiu para 4%, o mínimo em 15 anos. As greves também atingiram o nível mais baixo desde o início dos anos 1950, e o crescimento salarial aumentou para 3,8% em 1983.
Contudo, o desemprego atingiu 3 milhões, ou 12,5% da força de trabalho, em Janeiro de 1982, um nível que não era visto há cerca de 50 anos. A taxa de desemprego permaneceria igualmente elevada durante vários anos. A Irlanda do Norte foi a região mais atingida, com o desemprego a rondar os 20%. A taxa ultrapassou os 15% em grande parte da Escócia e norte da Inglaterra. Em Abril de 1983, a Grã-Bretanha, conhecida mundialmente como a “oficina do mundo”, tornou-se um importador líquido de bens pela primeira vez nos tempos modernos. Somente no sudeste da Inglaterra o desemprego permaneceu abaixo de 10%.
Ainda em 1986, o desemprego ultrapassava os 3 milhões, mas caiu abaixo desse valor no ano seguinte. No final de 1989, havia caído para 1,6 milhão.

#### Impacto social
O desemprego em massa e o descontentamento social resultantes da recessão foram amplamente vistos como fatores importantes nos tumultos generalizados em toda a Grã-Bretanha em 1981, em partes de vilas e cidades, incluindo Toxteth, Liverpool, bem como em vários distritos de Londres. Em 1985, a economia tinha saído da recessão há três anos, mas o desemprego permanecia elevado.

#### Impacto político
Nos primeiros três anos do governo de Thatcher as pesquisas de opinião mostravam aprovação do governo em 25% sendo as pesquisas inicialmente lideradas pela oposição Trabalhista e depois pela Aliança SDP-Liberal sendo esta última formada pelo Partido Liberal e o Partido Social Democrata em 1981. No entanto, uma recuperação econômica, combinada com a Guerra das Malvinas, levou o Partido Conservador liderado por Thatcher a ganhar 42,4% dos votos para uma maioria parlamentar nas eleições gerais de 1983.

#### Recuperação
No Reino Unido, o crescimento econômico foi restabelecido no final de 1982, mas o desemprego, ainda em 1984, atingiu um novo recorde de 3,3 milhões, embora a Grande Depressão tivesse registrado uma percentagem mais elevada de força de trabalho desempregada. Permaneceu acima da marca dos 3 milhões até à Primavera de 1987, quando o Lawson Boom, visto como consequência dos cortes de impostos do Chanceler Nigel Lawson, desencadeou um boom econômico que viu o desemprego cair drasticamente. No início de 1988, era inferior a 2,5 milhões; no início de 1989, caiu para menos de 2 milhões. No final de 1989, eram pouco mais de 1,6 milhões, quase metade do número de três anos antes.
Outros incentivos que ajudaram a recuperação econômica britânica após a recessão do início da década de 1980 incluíram a introdução de zonas empresariais em terras desindustrializadas nas quais as indústrias tradicionais foram substituídas por novas indústrias, bem como desenvolvimentos comerciais. As empresas receberam incentivos fiscais temporários e isenções como incentivos para estabelecer bases nessas áreas.

### Estados Unidos

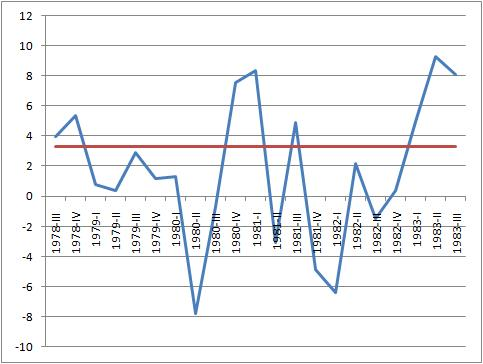
Crescimento do PIB dos EUA no início da década de 1980. A curta recessão no início da década e o breve período de crescimento que se seguiu, bem como a recessão mais profunda em 1981 e 1982, levaram a que o período fosse caracterizado como uma recessão em forma de W.
Variação percentual em relação ao período anterior em Produto Interno Bruto real;
Crescimento médio do PIB 1947–2009
Fonte: Bureau de Análise Econômica

Tal como no Canadá, a recessão do início da década de 1980 nos Estados Unidos consistiu tecnicamente em duas recessões separadas, uma delas começando em janeiro de 1980, que rendeu um crescimento modesto em julho de 1980, com uma desaceleração mais profunda de julho de 1981 a novembro de 1982. Uma das causas foi a política monetária contracionista da Reserva Federal, que procurou controlar a inflação elevada. Na sequência da crise do petróleo de 1973 e da crise energética de 1979, a estagflação começou a afligir a economia.

#### Desemprego
O desemprego aumentou de 5,1% em janeiro de 1974 para um máximo de 9,0% em maio de 1975. Embora tenha diminuído gradualmente para 5,6% em Maio de 1979, o desemprego começou a aumentar novamente. Saltou acentuadamente para 6,9% em Abril de 1980 e para 7,5% em Maio de 1980. Uma recessão moderada de Janeiro a Julho de 1980 manteve o desemprego elevado, mas apesar da recuperação econômica, manteve-se em níveis historicamente elevados (cerca de 7,5%) até ao final de 1981. Em meados de 1982, Rockford, Illinois, tinha o maior desemprego de todas as áreas metropolitanas, com 25%.
O pico da recessão ocorreu em Novembro e Dezembro de 1982, quando a taxa de desemprego nacional foi de 10,8%, a mais alta desde a Grande Depressão. Na Primavera de 1983, trinta estados tinham uma taxa de desemprego de dois dígitos. Quando Reagan foi reeleito em 1984, os últimos números de desemprego (agosto de 1984) mostraram que a Virgínia Ocidental ainda tinha a taxa mais alta do país (13,6%), seguida pelo Mississippi (11,1%) e Alabama (10,9%).

#### Inflação
A inflação, que tinha uma média anual de 3,2% desde a Segunda Guerra Mundial, mais do que duplicou após o choque do petróleo de 1973, para uma taxa anual de 7,7%. A inflação atingiu 9,1% em 1975, a taxa mais elevada desde 1947. A inflação caiu para 5,8% no ano seguinte, mas depois subiu. Em 1979, a inflação atingiu surpreendentes 11,3% e em 1980 disparou para 13,5%.
Com a recessão, várias indústrias importantes, incluindo a habitação, a indústria siderúrgica e a indústria automóvel, sofreram uma recessão da qual não recuperaram até ao final da recessão seguinte. Muitos dos setores econômicos que abasteciam as indústrias básicas também foram duramente atingidos.
Determinado a arrancar a inflação da economia, o presidente da Reserva Federal, Paul Volcker, desacelerou a taxa de crescimento da oferta monetária e aumentou as taxas de juro. A taxa dos fundos federais, que era de cerca de 11% em 1979, subiu para 20% em junho de 1981. A taxa básica de juros, uma importante medida econômica, finalmente atingiu 21,5% em junho de 1982.

##### Bancos

Selo da Corporação Federal de Seguro de Depósitos

A recessão ocorreu num momento particularmente mau para os bancos devido a uma recente onda de desregulamentação. A Lei de Desregulamentação e Controlo Monetário das Instituições Depositárias de 1980 eliminou gradualmente uma série de restrições às suas práticas financeiras, alargou os seus poderes de empréstimo e aumentou o limite do seguro de depósitos de 40.000 dólares para 100.000 dólares, o que causou risco moral. Os bancos precipitaram-se em empréstimos imobiliários, empréstimos especulativos e outros empreendimentos à medida que a economia azedava.
Em meados de 1982, o número de falências bancárias aumentava continuamente. As falências bancárias atingiram 42, o valor mais elevado desde a depressão, à medida que tanto a recessão como as elevadas taxas de juro cobraram o seu preço. No final do ano, a Corporação Federal de Seguros de Depósitos (FDIC) tinha gasto 870 milhões de dólares para adquirir empréstimos inadimplentes, num esforço para manter vários bancos em funcionamento.

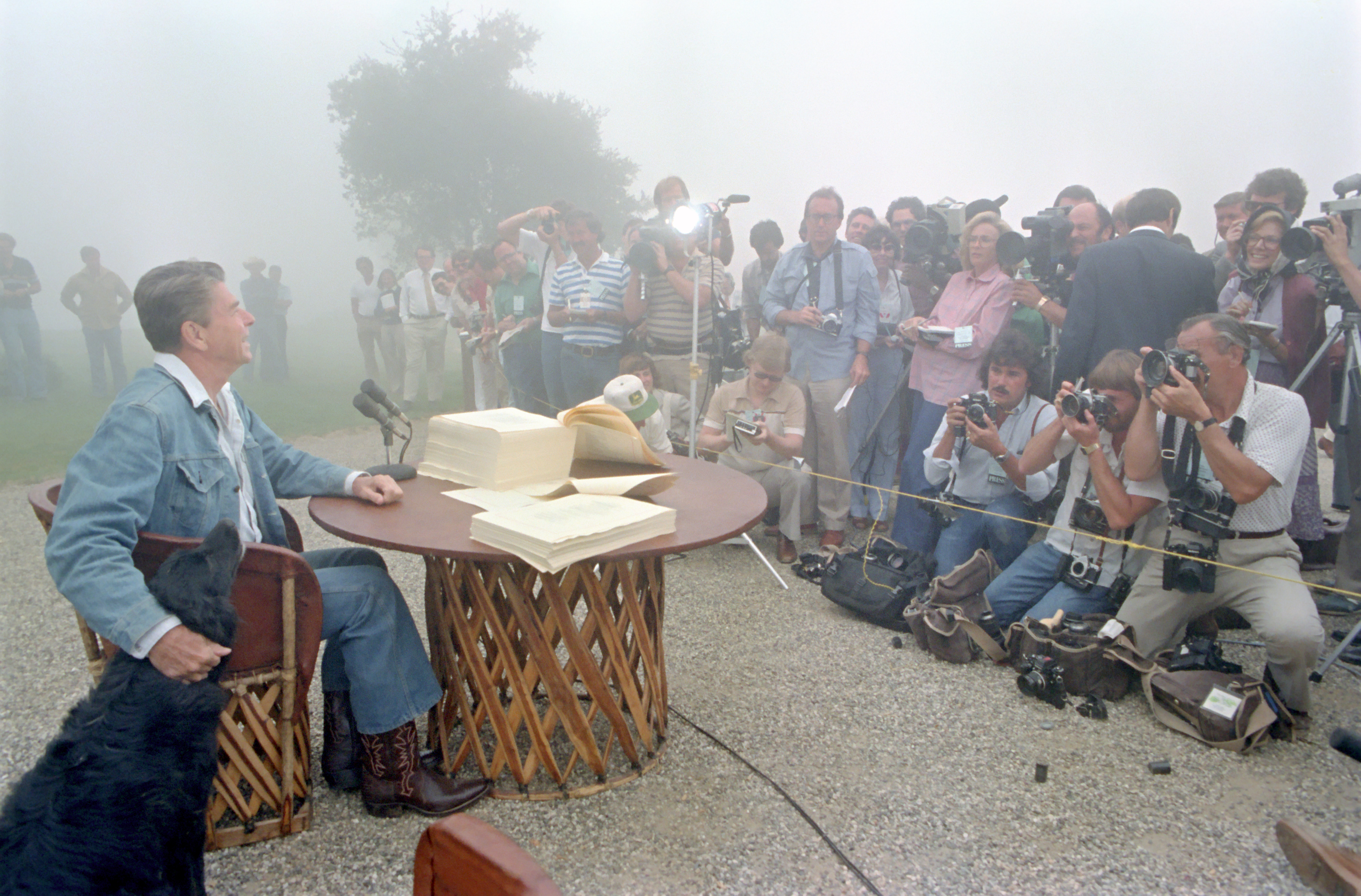
O presidente Ronald Reagan assina o projeto de lei da Lei do Imposto de Recuperação Econômica de 1981 (ERTA) em Rancho del Cielo em 1981

Em 1984, o Continental Illinois National Bank and Trust Company, o sétimo maior banco do país (com US$ 45 bilhões em ativos), faliu, o banco esteve à beira da falência pela primeira vez em Julho de 1982, quando o Penn Square Bank, que tinha parceria com o Continental Illinois numa série de empreendimentos de empréstimos de alto risco, faliu. Após o seu colapso, os reguladores federais estavam dispostos a deixar o banco falhar na redução do risco moral e assim outros bancos controlariam algumas das suas práticas de crédito mais arriscadas. Os membros do Congresso e a imprensa, no entanto, consideraram que o Illinois Continental era "grande demais para falir". Em maio de 1984, os reguladores bancários federais finalmente ofereceram um pacote de resgate de US$ 4,5 bilhões ao Continental Illinois.
O próprio Continental Illinois pode não ter sido demasiado grande para falir, mas o seu colapso poderia ter causado a falência de alguns dos maiores bancos, se outros bancos tivessem sido forçados a cancelar empréstimos ao Continental Illinois, instituições como a Manufacturing's Hanover Trust Company, o Bank of America e talvez o Citicorp teriam se tornado insolventes.

##### Consequências políticas

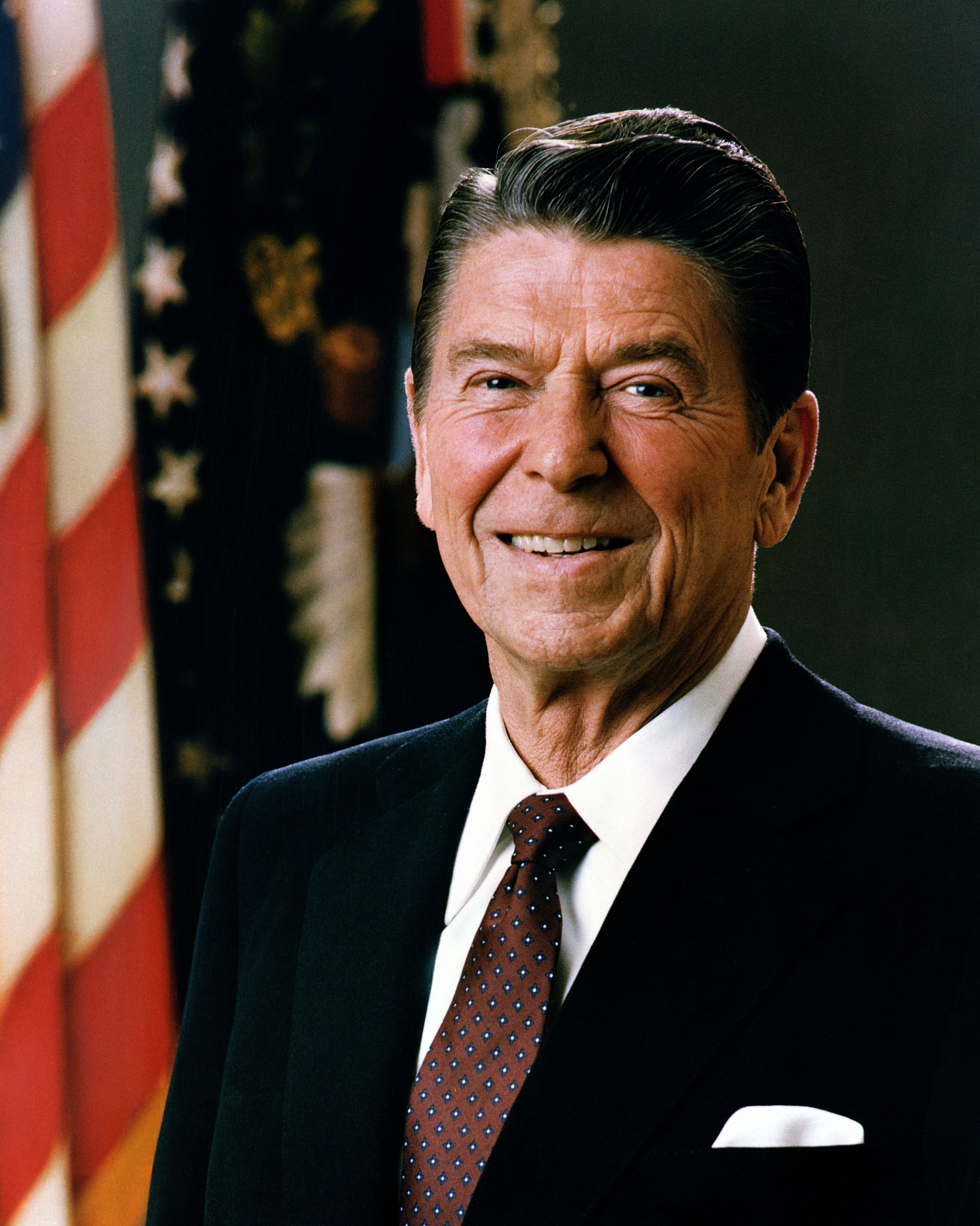
Ronald Reagan

A recessão já durava quase um ano antes que o presidente Ronald Reagan declarasse, em 18 de outubro de 1981, que a economia estava em uma "leve recessão".
A recessão, que foi chamada de "recessão Reagan", juntamente com cortes orçamentários, que foram decretados em 1981, mas começaram a entrar em vigor apenas em 1982, levaram muitos eleitores a acreditar que Reagan era insensível às necessidades dos cidadãos comuns e favoreceu os ricos. Em janeiro de 1983, o índice de popularidade de Reagan caiu para 35%, aproximando-se dos níveis experimentados por Richard Nixon e Jimmy Carter em seus períodos mais impopulares. Embora seu índice de aprovação não tenha caído tão baixo quanto o de Nixon durante o escândalo Watergate, a reeleição de Reagan parecia improvável.
Pressionado a contrariar o aumento do déficit causado pela recessão, Reagan concordou com um aumento dos impostos sobre as sociedades em 1982. No entanto, recusou-se a aumentar o imposto sobre o rendimento ou a cortar despesas com a defesa. A Lei de Equidade Fiscal e Responsabilidade Fiscal de 1982 instituiu um aumento de impostos de três anos no valor de US$ 100 bilhões, o maior aumento de impostos desde a Segunda Guerra Mundial.
As eleições de 1982 foram em grande parte vistas como um referendo sobre Reagan e as suas políticas econômicas. Os resultados eleitorais revelaram-se um revés para Reagan e os republicanos. Os democratas ganharam 26 assentos na Câmara dos Representantes, então o maior número para o partido em qualquer eleição desde o "ano Watergate" de 1974. Contudo, o equilíbrio líquido de poder no Senado dos Estados Unidos permaneceu inalterado.

#### Recuperação
As eleições intercalares foram o ponto baixo da presidência de Reagan. De acordo com economistas keynesianos, uma combinação de gastos deficitários e a redução das taxas de juro levaria lentamente à recuperação econômica. Muitos economistas também insistem que as taxas de imposto significativamente mais baixas contribuíram significativamente para a recuperação. De um máximo de 10,8% em dezembro de 1982, o desemprego melhorou gradualmente até cair para 7,2% no dia das eleições em 1984. Quase dois milhões de pessoas deixaram as listas de desemprego. A inflação caiu de 10,3% em 1981 para 3,2% em 1983. O rendimento das empresas aumentou 29% no trimestre Julho-Setembro de 1983, em comparação com o mesmo período de 1982. Algumas das melhorias mais dramáticas ocorreram em indústrias que foram mais duramente atingidas pela recessão, como o papel e os produtos florestais, a borracha, as companhias aéreas e a indústria automóvel.
Em Novembro de 1984, a raiva dos eleitores face à recessão tinha evaporado e a reeleição de Reagan era certa. Reagan foi posteriormente reeleito por uma margem eleitoral e de voto popular esmagadora nas eleições presidenciais de 1984.